# Cissa thalassina
La urraca colicorta (Cissa thalassina) es una especie de ave paseriforme en la familia Corvidae. Esta especie es endémica de los bosques montanos de la isla de Java, en Indonesia. Anteriormente incluía a la urraca colicorta de Borneo (Cissa jefferyi) como subespecie.